# Грицевич Роман Євгенович
Ро́ман Євге́нович Гри́цевич (нар. 9 січня 1956, м. Львів) — український політик і громадський діяч, меценат. Заслужений лікар України. Депутат Львівської міської ради IV—VIIІ скликань. Заступник голови постійної депутатської комісії комунального майна та власності у Львівській міській раді. Президент федерації дзюдо у Львівській області. Голова клубу української греко-католицької інтелігенції. Засновник та голова правління ГО «Незабутня Квітка».

## Життєпис
Народився 9 січня 1956 року у Львові. В 1973—1979 роках навчався та закінчив Львівський державний медичний інститут за спеціальністю «Лікувальна справа». Протягом вересня 1980 — грудня 2002 року працював дільничним терапевтом 1-ї міської клінічної лікарні (МКЛ) ім. Князя Лева.
У 2002—2005 роках навчався у Львівському регіональному інституті державного управління та отримав повну вищу освіту за спеціальністю «Державне управління» та здобув кваліфікацію магістра державного управління.
З січня 2003 року працює завідувачем сімейного відділення № 1 в 1-й МКЛ ім. Князя Лева. З 2007 року заступник директора видавничого підприємства «Світло й тінь», а з 2008 року — помічник почесного консула Республіки Австрія у Західній Україні.
У 2002 році розпочав політичну кар'єру. Так, протягом 2002—2006 років — депутат Львівської міської ради ІV скликання по мажоритарному виборчому округу № 77, член постійної комісії природокористування, охорони довкілля та благоустрою Львівської міської ради.
У 2006—2015 роках — депутат Львівської міської ради VI та V скликань по мажоритарних виборчих округах № 45 та № 1, заступник голови постійної комісії комунального майна та власності Львівської міської ради.
З 2015 р. і по теперішній час — депутат Львівської міської ради VII скликання, висунутий міським відділом політичного блоку Порошенка «Солідарність» виборчий округ № 53, член постійної комісії з питань комунальної власності.
З 2020 р. — депутат Львівської міської ради VІІІ скликання, висунутий міською організацією політичної партії «Європейська Солідарність»
У лютому 2011 року заснував громадську організацію «Незабутня квітка», яка опікується закупівлею обладнання (пересувного мамографа) для обстеження жіночого здоров'я. У цій організації він обіймає посаду голови Правління.
Співорганізатор І Міжнародного конкурсу українського романсу XX століття імені Квітки Цісик, який проходив у м. Львові 1—4 квітня 2011 року. На конкурсі головою журі була народна артистка України Ніна Матвієнко. Роман Грицевич є меценатом фільму, присвяченого цим подіям. Цей фільм розповсюджуватиметься по усьому світу, насамперед там, де є велика українська діаспора.
2 квітня 2011 року, під час проведення конкурсу за ініціативи та фінансової підтримки Романа Грицевича, на вул. Квітки Цісик у крилі вестибюля загальноосвітньої середньої школи № 54 з'явився меморіальний музей співачки. На той час це був перший у світі музеєм Квітки Цісик.